# Ignace Kozadinos
Ignace Kozadinos ou Gozadinos (grec moderne : Ιγνάτιος Κοζαδίνος ή Γοζαδίνος) (1716-3/16 février 1786)  était un évêque grec de Gothie et de Kafa en Crimée, et par la suite de Marioupol. Il est vénéré comme un saint de l'Église orthodoxe.

## Biographie
Il est né en 1716 à Kythnos  sous le nom de Iakovos Kozadinos et venait de la famille des Kozadinis ou Gozzadinis. Les Kozadinis étaient les descendants d'une famille noble de l'Empire Franc. Bien que catholiques à l'origine, ils sont devenus orthodoxes au fil des siècles. En effet, en 1613, les ancêtres d'Ignace ont construit l'église d'Agios Savvas à Kythnos, où  lui-même a été baptisé,.
Jeune homme, il se rendit au Mont Athos et devint moine au Monastère de Vatopedi, adoptant le nom ecclésiastique d'Ignace. En 1771, il devient Métropolite de Gothie et de Kafa en Crimée, où il offra ses services pour le renaissance spirituelle des Grecs et la préservation de leur conscience nationale et de la foi chrétienne orthodoxe,. En 1778, il entreprit de faire sortir les Grecs orthodoxes de Crimée, qui était sous le contrôle des Tatars, et de les installer dans la région d'Azov, où ils développèrent Marioupol, ville dans laquelle il s' installa. Dans la nouvelle ville, il s'installe avec son troupeau. Il est mort à Marioupol le 3/16 février 1786.
Il a été déclaré comme saint par l'Église Orthodoxe Ukrainienne. En outre, par décision de la Métropole orthodoxe de Syros, il est honoré comme un saint local dans son lieu d'origine. Le 1er octobre 2016, une partie de ses reliques a été transférée de Marioupol à Chora sur Kythnos.